# 小行星2368
小行星2368（2368 Beltrovata）是一颗围绕太阳公转的小行星。1977年9月4日，保羅·維爾特在齐美尔瓦尔德发现了此天体。
該小行星以瑞士詩人戈特弗里德·凱勒的朋友貝蒂·廷德靈（Betty Tendering）命名。
这颗小行星的绝对星等为42.65988269934606等。